# (11970) Palitzsch
(11970) Palitzsch ist ein Asteroid des Hauptgürtels, der am 4. Oktober 1994 von den italienischen Astronomen Piero Sicoli und Pierangelo Ghezzi am Osservatorio Astronomico Sormano (IAU-Code 587) nahe Sormano in der Provinz Como entdeckt wurde.
Der Asteroid wurde am 28. März 2002 nach dem deutschen Naturwissenschaftler Johann Georg Palitzsch (1723–1788) benannt, der 1758 die Rückkehr des Halleyschen Kometen und 1761 die Atmosphäre der Venus entdeckte.

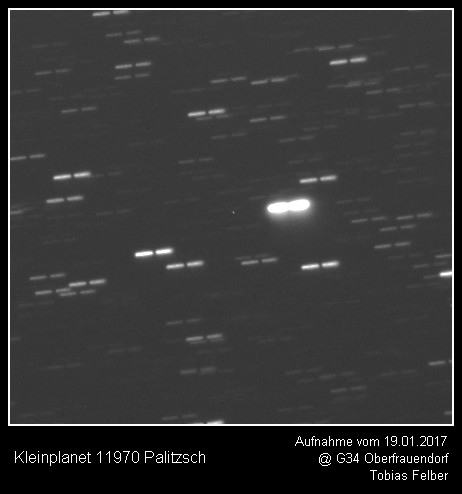
... der kleine Punkt in der Mitte!